# Kiriakos Mitsotakis
Kiriakos Mitsotakis (gr. Κυριάκος Μητσοτάκης; ur. 4 marca 1968 w Atenach) – grecki polityk i menedżer, parlamentarzysta krajowy, minister w rządzie Andonisa Samarasa (2013–2015), od 2016 przewodniczący Nowej Demokracji, od lipca 2019 do maja 2023 oraz od czerwca 2023 premier Grecji.

## Życiorys
Syn Konstandinosa Mitsotakisa i brat Dory Bakojani. Gdy miał kilka miesięcy, jego rodzina wyemigrowała do Paryża, chroniąc się przed dyktaturą wojskową; do kraju powróciła w 1974.
Kiriakos Mitsotakis ukończył studia licencjackie z nauk społecznych na Harvard University (1990), uzyskał magisterium z zakresu stosunków międzynarodowych na Stanford University (1993), a także dyplom MBA na Harvard Business School (1995). W międzyczasie pracował jako analityk w sektorze bankowym w Londynie, odbył służbę wojskową w siłach powietrznych. Po powrocie z USA pracował w Wielkiej Brytanii w McKinsey & Company. W Grecji był zatrudniony w sektorze bankowym i doradczym na stanowiskach kierowniczych.
W 2004 po raz pierwszy z listy Nowej Demokracji został wybrany do Parlamentu Hellenów. Reelekcję uzyskiwał w 2007, 2009 oraz w maju i czerwcu 2012. Nie przeszedł do tworzonego przez siostrę Sojuszu Demokratycznego, który później powrócił do ND. W 2013 dołączył do rządu Andonisa Samarasa jako minister ds. reformy administracji i e-zarządzania; funkcję tę pełnił do stycznia 2023. W styczniu i wrześniu 2015 w przegranych przez demokratów wyborach ponownie uzyskiwał mandat poselski. W styczniu 2016 wygrał drugą turę wyborów na nowego przewodniczącego swojej partii, pokonując w niej Wangelisa Meimarakisa.
Kierowana przez niego partia w maju 2019 wygrała wybory europejskie, co wymusiło na premierze Aleksisie Tsiprasie ogłoszenie przedterminowych wyborów krajowych na lipiec tegoż roku. W wyniku tego głosowania lider ND został kolejny raz deputowanym, a jego ugrupowanie uzyskało bezwzględną większość w parlamencie (158 na 300 mandatów). 8 lipca 2019 prezydent Prokopis Pawlopulos mianował Kiriakosa Mitsotakisa na urząd premiera. Jeszcze tego samego dnia lider ND ogłosił skład swojego gabinetu, który rozpoczął funkcjonowanie 9 lipca.
W kolejnych wyborach z 21 maja 2023 ponownie został wybrany na posła. Nowa Demokracja odniosła zdecydowane zwycięstwo, utraciła jednak bezwzględną większość w parlamencie na skutek obowiązującej wówczas ordynacji (uchwalonej w okresie rządów Syrizy), która zniosła premiowanie zwycięskiej partii. Kiriakos Mitsotakis odmówił utworzenia nowego gabinetu i zadeklarował dążenie do przedterminowych wyborów (przeprowadzanych według nowych przepisów z 2020 przywracających zmodyfikowaną wersję premiowania zwycięzcy), które rozpisano na czerwiec 2023. Żadne z ugrupowań nie utworzyło gabinetu, w związku z czym prezydent Ekaterini Sakielaropulu desygnowała na funkcję premiera technicznego rządu Joanisa Sarmasa, który objął urząd 25 maja 2023.
Nowe wybory również zakończyły się zwycięstwem ND, ugrupowanie uzyskało większość w parlamencie, a jej przewodniczący utrzymał mandat poselski. 26 czerwca 2023 powrócił na stanowisko premiera; następnego dnia zaprzysiężono członków jego drugiego gabinetu.

## Życie prywatne
Żonaty z Marewą Grabowski-Mitsotakis, finansistką oraz promotorką greckiego dziedzictwa kulturowego. Jej dziadek Mateusz Grabowski był polskim farmaceutą i kolekcjonerem sztuki, a ojciec Wojciech Grabowski uczestnikiem powstania warszawskiego. Mają troje dzieci.